# Internationale Wielerweek 2021
De 36e editie van de Internationale Wielerweek vond in 2021 plaats van 23 tot en met 27 maart. De start was in Gatteo en de finish in Forlì. De wedstrijd maakte deel uit van de UCI Europe Tour 2021, in de categorie 2.1. De Ecuadoriaan Jhonatan Narváez won de wedstrijd in 2020 en werd opgevolgd door de Deen Jonas Vingegaard.

## Deelnemende Ploegen
| WorldTour | ProTour | Continentaal | Nationale selectie |
| --- | --- | --- | ------------------ |
| Astana-Premier Tech Deceuninck–Quick-Step INEOS Grenadiers Israel Start-Up Nation Movistar Team Team BikeExchange Team DSM Team Jumbo-Visma Trek-Segafredo | Androni Giocattoli-Sidermec Bardiani-CSF-Faizanè Caja Rural-Seguros RGA EOLO-Kometa Euskaltel-Euskadi Gazprom-RusVelo Vini Zabù | Beltrami-TSA Tre Colli General Store Essegibi F.lli Curia Giotti Victoria-Savini Due Mg.k Vis VPM Team Colpack Ballan Team Qhubeka Work Service Marchiol Vega | Italië Rusland     |

## Etappe-overzicht
| etappe | datum    | start         | finish               | type       | afstand   | winnaar                | klassementsleider |
| ------ | -------- | ------------- | -------------------- | ---------- | --------- | ---------------------- | ----------------- |
| 1e a   | 23 maart | Gatteo        | Gatteo               | Heuvelrit  | 97,8 km   | Jakub Mareczko         | Jakub Mareczko    |
| 1e b   | 23 maart | Gatteo a Mare | Gatteo               | Vlakke rit | 14 km TTT | Israel Start-Up Nation | Mark Cavendish    |
| 2e     | 24 maart | Riccione      | Sogliano al Rubicone | Bergrit    | 163km     | Jonas Vingegaard       | Jonas Vingegaard  |
| 3e     | 25 maart | Riccione      | Riccione             | Bergrit    | 145 km    | Ethan Hayter           | Jonas Vingegaard  |
| 4e     | 26 maart | San Marino    | San Marino           | Bergrit    | 154 km    | Jonas Vingegaard       | Jonas Vingegaard  |
| 5e     | 27 maart | Forlì         | Forlì                | Heuvelrit  | 166 km    | Mikkel Frølich Honoré  | Jonas Vingegaard  |

## Eindklassementen
| Plaats      | Naam                   | Ploeg                  | Tijd      |
| ----------- | ---------------------- | ---------------------- | --------- |
| Groene trui | Jonas Vingegaard       | Team Jumbo-Visma       | 19u03'47" |
| 2           | Mikkel Frølich Honoré  | Deceuninck–Quick-Step  | + 22"     |
| 3           | Nick Schultz           | Team BikeExchange      | + 32"     |
| 4           | Ethan Hayter           | INEOS Grenadiers       | + 36"     |
| 5           | Javier Romo            | Astana-Premier Tech    | + 39"     |
| 6           | Ben Hermans            | Israel Start-Up Nation | + 40"     |
| 7           | Mauri Vansevenant      | Deceuninck–Quick-Step  | + 46"     |
| 8           | Sergio Henao           | Team Qhubeka-ASSOS     | + 1'08"   |
| 9           | Amanuel Gebreigzabhier | Trek-Segafredo         | + 1'14"   |
| 10          | Ilan Van Wilder        | Team DSM               | + 1'18"   |
|             |                        |                        |           |
| 61          | Gijs Leemreize         | Team Jumbo-Visma       | + 33'59"  |

| Plaats     | Naam             | Ploeg                  | Punten |
| ---------- | ---------------- | ---------------------- | ------ |
| Witte trui | Jonas Vingegaard | Team Jumbo-Visma       | 28     |
| 2          | Ethan Hayter     | INEOS Grenadiers       | 28     |
| 3          | Nick Schultz     | Team BikeExchange      | 18     |
|            |                  |                        |        |
| 7          | Ben Hermans      | Israel Start-Up Nation | 7      |

| Plaats      | Naam             | Ploeg                  | Punten |
| ----------- | ---------------- | ---------------------- | ------ |
| Groene trui | Alejandro Osorio | Caja Rural-Seguros RGA | 32     |
| 2           | Márton Dina      | EOLO-Kometa            | 28     |
| 3           | Antonio Nibali   | Trek-Segafredo         | 18     |
|             |                  |                        |        |
| 8           | Ben Hermans      | Israel Start-Up Nation | 5      |

| Plaats      | Naam              | Ploeg                 | tijd      |
| ----------- | ----------------- | --------------------- | --------- |
| Oranje trui | Ethan Hayter      | INEOS Grenadiers      | 19u04'23" |
| 2           | Javier Romo       | Astana-Premier Tech   | + 3"      |
| 3           | Mauri Vansevenant | Deceuninck–Quick-Step | + 10"     |
|             |                   |                       |           |
| 22          | Gijs Leemreize    | Team Jumbo-Visma      | + 33'23"  |

| Plaats | Ploeg                       | Tijd      |
| ------ | --------------------------- | --------- |
|        | INEOS Grenadiers            | 56u53'19" |
| 2      | Androni Giocattoli-Sidermec | + 1"      |
| 3      | Team DSM                    | + 28"     |

## Klassementenverloop
| Etappe       | Winnaar                | Algemeen klassement · | Puntenklassement · | Bergklassement · | Jongerenklassement · | Ploegenklassement      |
| ------------ | ---------------------- | --------------------- | ------------------ | ---------------- | -------------------- | ---------------------- |
| 1 a          | Jakub Mareczko         | Jakub Mareczko        | Jakub Mareczko     | Raffaele Radice  | Marius Mayrhofer     | Team Jumbo-Visma       |
| 1 b          | Israel Start-Up Nation | Mark Cavendish        | Jakub Mareczko     | Raffaele Radice  | Sebastian Berwick    | Israel Start-Up Nation |
| 2            | Jonas Vingegaard       | Jonas Vingegaard      | Jonas Vingegaard   | Márton Dina      | Javier Romo          | INEOS Grenadiers       |
| 3            | Ethan Hayter           | Jonas Vingegaard      | Ethan Hayter       | Márton Dina      | Ethan Hayter         | INEOS Grenadiers       |
| 4            | Jonas Vingegaard       | Jonas Vingegaard      | Ethan Hayter       | Márton Dina      | Ethan Hayter         | INEOS Grenadiers       |
| 5            | Mikkel Frølich Honoré  | Jonas Vingegaard      | Jonas Vingegaard   | Alejandro Osorio | Ethan Hayter         | INEOS Grenadiers       |
| 0Eindstanden | 0Eindstanden           | Jonas Vingegaard      | Jonas Vingegaard   | Alejandro Osorio | Ethan Hayter         | INEOS Grenadiers       |

1984 · 1985 · 1986 · 1987 · 1988 · 1989 · 1990 · 1991 · 1992 · 1993 · 1994 · 1995 · 1996 · 1997 · 1998 · 1999 · 2000 · 2001 · 2002 · 2003 · 2004 · 2005 · 2006 · 2007 · 2008 · 2009 · 2010 · 2011 · 2012 · 2013 · 2014 · 2015 · 2016 · 2017 . 2018 · 2019 · 2020 · 2021 · 2022 · 2023 · 2024